# Fernão Gomes Barreto
Fernão Gomes Barreto (? - 1230) foi um militar do Reino de Portugal tendo morrido em consequência da Tomada do Algarve aos mouros. Foi Alcaide-Mor do Castelo de Leiria em 1211 Foi uma das importantes figuras que esteve presente quando o rei D. Afonso III de Portugal fez o histórico protesto sobre o Bispo de Silves, Frei Roberto,  em 1255, fazendo já parte da cúria real desde pelo menos 1248.
Foi possuidor de vastos latifúndios repartidos por Viana do Castelo, Baião, Mirandela, Bragança, e Macedo de Cavaleiros. Conjuntamente com os seus familiares possuiu as terras dos Barretos em Santarém.

## Relações familiares
Foi filho de Gomes Mendes Barreto (1205 -?) e de Constança Pais (1210 -?) filha de Paio Gomes Gabere e de Sancha Pais. Casou com Sancha Pais de Alvarenga (1235 -?) filha de Paio Viegas de Alvarenga (1210 -?) e de Teresa Anes de Riba de Vizela (c. 1210 -?), de quem teve:
1. Martim Fernandes Barreto (1250 -?) casou com Maria Rodrigues de Chacim filha de Rui Nunes de Chacim e de D. Aldonça Mendes Tavaia,
2. Gil Fernandes, foi membro da Ordem dos Templários,
3. Estevão Fernandes Barreto casou com Joana Esteves de Santarém,
4. João Fernandes,
5. Estevainha Barreto,
6. Constança Fernandes Barreto (1290 -?) casou com Gil Fernandes Cogominho.